# Alexa & Katie
Alexa & Katie (também chamado de Alexa e Katie em Portugal) é uma sitcom original Netflix criada por Heather Wordham. A primeira temporada estreou em 23 de março de 2018.
Em 9 de abril de 2018, a Netflix renovou a série para uma segunda temporada. No dia 17 de Dezembro de 2018, a Netflix anunciou a data de estreia e o trailer da segunda temporada da série. A segunda temporada teve sua estreia no site de streaming no dia 26 de dezembro de 2018. 
Em 15 de fevereiro de 2019 a série foi renovada para terceira temporada. E no dia 30 de Dezembro de 2019, a primeira parte da temporada teve sua estreia. No dia 13 de junho de 2020 a segunda parte da terceira e última temporada.
Apesar de estar passando por um tratamento contra o câncer, Alexa mantém uma personalidade extrovertida e com grande entusiasmo pela vida, especialmente ao lado de sua fiel e adoravelmente esquisita melhor amiga Katie.

## Elenco

### Personagens
| Ator             | Personagem      | Temporada  | Temporada | Temporada  | Temporada |
| Ator             | Personagem      | 1          | 2         | 3          |           |
| Principal        | Principal       | Principal  | Principal | Principal  |           |
| ---------------- | --------------- | ---------- | --------- | ---------- | --------- |
| Paris Berelc     | Alexa Mendoza   | Principal  | Principal | Principal  |           |
| Isabel May       | Katie Cooper    | Principal  | Principal | Principal  |           |
| Emery Kelly      | Lucas Mendoza   | Principal  | Principal | Principal  |           |
| Tiffani Thiessen | Lori Mendoza    | Principal  | Principal | Principal  |           |
| Jolie Jenkins    | Jennifer Cooper | Principal  | Principal | Principal  |           |
| Eddie Shin       | Dave Mendoza    | Principal  | Principal | Principal  |           |
| Finn Carr        | Jack Cooper     | Principal  | Principal | Principal  |           |
| Jack Griffo      | Dylan           | Recorrente | Principal | Recorrente |           |
| Kerri Medders    | Gwenny Thompson | Recorrente | Principal | Recorrente |           |

### Regular
- Paris Berelc como Alexa Mendoza
- Isabel May como Katie Cooper
- Jolie Jenkins como Jennifer Cooper
- Emery Kelly como Lucas Mendoza
- Eddie Shin como Dave Mendoza
- Finn Carr como Jack Cooper
- Tiffani Thiessen como Lori Mendoza
- Jack Griffo como Dylan (recorrente 1ª e 3ª temporadas; regular 2ª temporada)
- Kerri Medders como Gwenny Thompson (recorrente 1ª e 3ª temporadas; regular 2ª temporada)

### Recorrente
- Iman Benson como Reagan
- Merit Leighton como Hannah
- Nathaniel J. Potvin como Ryan
- Nadja Alaya como Meagan
- Alyssa Jirrels como Vanessa (1ª temporada)
- Ricky Garcia como Cameron
- Scott Wordham como Barry
- Jordan Austin Smith como Cody (2ª temporada)
- Constance Marie como Dr. Corts (3ª temporada)
- Gunner Burkhardt como Spencer (3ª temporada)

### Participações
- Anthony Keyvan como Nathan
- Megan Truong como Britney (1ª temporada)
- Tess Aubert como Mackenzie (1ª temporada)
- Jenice Bergere como Treinadora Winters
- Katie Walder como Ms. Rogers (1ª temporada)
- Carmella Riley como Nurse Lynda (1ª temporada)
- Avery Monsen como Enfermeiro Chad
- Liam Attridge como Steve (2ª temporada)
- Gregg Daniel como Dr. Breitweiser (2ª temporada)

## Produção
Alexa & Katie é a primeira sitcom multicâmera produzida pela Netflix.

## Recepção
A primeira temporada da série recebeu críticas positivas dos críticos. No Rotten Tomatoes, a primeira temporada tem 100% de aprovação.[carece de fontes?]

## Episódios

### 1.ª temporada (2018)
| N.º na série | N.º na temp. | Título                  | Dirigido por     | Escrito por       | Exibição original   |
| --- | ------------ | ----------------------- | ---------------- | ----------------- | ------------------- |
| 1 | 1            | "Bad Hair Day"          | Andy Cadiff      | Heather Wordham   | 23 de março de 2018 |
| Alexa tem câncer, mas após o médico liberá-la para a escola, ela e sua melhor amiga Katie se preparam para começar o primeiro dia do ensino médio. No entanto, devido à quimio de Alexa, o cabelo dela começa a cair, o que a deixa angustiada. Ela convence Katie a cuidar da casa de sua rival Gwenny, mas eles percebem que acidentalmente tiveram a casa de Trugly como principal. Depois de ser suspenso por três dias, Dave descobre que Alexa sabia que ela estava cuidando de Trugly, deixando Katie chateada. Depois que Jennifer devolve o boné de esqui de Katie, que Alexa pegou emprestado quando eles pegaram a casa de Trugly, Katie encontra o cabelo de Alexa no boné e percebe por que Alexa queria entrar em apuros. Depois que Katie confronta Alexa, Katie ajuda Alexa raspando seu cabelo com a amiga |              |                         |                  |                   |                     |
| 2 | 2            | "Wigs"                  | Andy Cadiff      | Heather Wordham   | 23 de março de 2018 |
| Depois que as meninas raspam os cabelos, elas vão a uma loja de departamentos para comprar perucas. A peruca que Katie quer comprar, no entanto, custa US $ 300, mais do que ela pode pagar. Não querendo deixar Alexa saber sobre seus problemas de dinheiro, ela compra a peruca de qualquer maneira, junto com uma de cores vivas. Enquanto isso, Dave se esforça para ver Alexa sem nenhum cabelo. |              |                         |                  |                   |                     |
| 3 | 3            | "Basketball"            | Matthew Carlson  | Nancy Cohen       | 23 de março de 2018 |
| Alexa quer jogar no time de basquete e competir com sua rival, mas devido a sua quimioterapia, ela não pode. Katie tenta por ela como um sinal de apoio. Posteriormente, um boato começa a se espalhar que alguém no ensino médio tem câncer. Lori começa a trabalhar em casa para ficar mais perto do Alexa, mas não dá certo. Durante os testes de basquete, a peruca de Katie cai e sua careca é revelada, levando todo mundo a acreditar que ela é a única com câncer. |              |                         |                  |                   |                     |
| 4 | 4            | "Ungroundable"          | Jeff Melman      | Nancy Cohen       | 23 de março de 2018 |
| Alexa continua estimulando Katie a fazer coisas ruins com ela para provar a ela que sua mãe não a deixará de lado. Eventualmente, Lori recupera o juízo e a razão Alexa, e para obter uma nota ruim em seu teste de matemática e contrata um tutor, que é o amigo de Lucas, Dylan. |              |                         |                  |                   |                     |
| 5 | 5            | "The Play, Part 1"      | Jeff Melman      | Gary Murphy       | 23 de março de 2018 |
| Como todo mundo acha que Katie é a única com câncer, ela fica se perguntando se ela está recebendo tratamento especial depois que ela é dada a liderança na peça da escola. Jennifer pede a Lucas que cuide de Jack, no entanto, é mais difícil do que ele pensava. |              |                         |                  |                   |                     |
| 6 | 6            | "Picture Day"           | Victor Gonzalez  | Ray Lancon        | 23 de março de 2018 |
| Alexa revela que ela é a única com câncer, e todo mundo começa a ser muito gentil com ela - até mesmo sua rival, Gwenny. Ela continua fazendo brincadeiras com Gwenny para fazer com que ela comece a ser má com ela novamente, o que acaba funcionando. Jennifer e Jack formam uma rivalidade com Dave sobre o futebol. |              |                         |                  |                   |                     |
| 7 | 7            | "The Play, Part 2"      | Jeff Melman      | Todd Linden       | 23 de março de 2018 |
| Katie começa a ignorar Alexa mais e mais, quando ela se concentra na peça. Lori dá aulas de vida para Katie durante os ensaios, o que irrita Jennifer. |              |                         |                  |                   |                     |
| 8 | 8            | "Support Group"         | Phill Lewis      | Erin Wagoner      | 23 de março de 2018 |
| Katie começa a se sentir excluída quando Alexa, que está de volta ao hospital, está recebendo apoio de seus colegas pacientes com câncer. Lori enfatiza seus cuidados e prepara uma porção de biscoitos para tentar subornar a enfermeira do hospital para dar um tratamento especial a Alexa. |              |                         |                  |                   |                     |
| 9 | 9            | "Winter Luau"           | Trevor Kirschner | Kamon Naddaf      | 23 de março de 2018 |
| Devido ao seu baixo sistema imunológico, Alexa é ordenada a ficar em casa, no entanto, ela conversa com Katie em um iPad para acessar suas lições. Jennifer fica chateada quando Jack pede a Dave para ir ao dia de sua carreira na escola em vez dela.Dylan convida Alexa para o baile. |              |                         |                  |                   |                     |
| 10 | 10           | "Thanksgiving"          | Trevor Kirschner | Gary Murphy       | 23 de março de 2018 |
| Alexa prepara o jantar de Ação de Graças, mas não demora muito para estragar. Enquanto isso, Katie tenta se reconectar com seu pai, mas fica chateada quando ele continua a tratá-la como uma garotinha. |              |                         |                  |                   |                     |
| 11 | 11           | "Secret Sleepover"      | Katy Garretson   | Nancy Cohen       | 23 de março de 2018 |
| Dave e Lori levam Lucas em uma viagem para entrevistas na escola-piloto, deixando Alexa em casa para o fim de semana, na casa de Jennifer. No entanto, ela e Katie não se dão bem enquanto estão fora. Ryan pede Katie para o baile de Inverno. |              |                         |                  |                   |                     |
| 12 | 12           | "Winter Formal, Part 1" | Andy Cadiff      | Blake J. Williger | 23 de março de 2018 |
| Jack pega um gato "perdido" sob sua asa, do qual Dave desenvolve uma reação alérgica. Enquanto Dylan e Alexa tentam se aproximar, Lucas persistentemente interrompe os dois e tenta separá-los. |              |                         |                  |                   |                     |
| 13 | 13           | "Winter Formal, Part 2" | Andy Cadiff      | Matthew Carlson   | 23 de março de 2018 |
| Alexa e Katie se preparam para o baile de Inverno. Alexa convence Katie a pedir Ryan para o baile, e Hannah diz a todos. Eventualmente, a notícia chega ao Ryan, e ele diz sim antes mesmo de Katie perguntar a ele. No dia da dança, eles descobrem que há um surto de gripe, o que significa que Alexa não pode ir. No entanto Katie tem uma ideia que permitirá que Alexa vá; usando uma máscara médica. Ao entrar na dança, Alexa encontra todos com máscaras, incluindo Gwenny. O episódio termina com todos dançando com "Firework", de Katy Perry. |              |                         |                  |                   |                     |

### 2.ª temporada (2018)
| N.º na série | N.º na temp. | Título                     | Dirigido por       | Escrito por       | Exibição original       |
| ------------ | ------------ | -------------------------- | ------------------ | ----------------- | ----------------------- |
| 14           | 1            | "Second First Day"         | Trevor Kirschner   | Heather Wordham   | 26 de dezembro de 2018  |
| 15           | 2            | "ChoreCats"                | Trevor Kirschner   | Nancy Cohen       | 26 de dezembro de 2018  |
| 16           | 3            | "#GWENCAS"                 | Victor Gonzalez    | Ray Lancon        | 26 de dezembro de 2018  |
| 17           | 4            | "Tryouts and Latte Doubts" | Victor Gonzalez    | Todd Linden       | 26 de dezembro de 2018  |
| 18           | 5            | "PB Without J"             | Katy Garretson     | Eric Horsted      | 26 de dezembro de 2018  |
| 19           | 6            | "Shop 'Til You Cry"        | Katy Garretson     | Blake J. Williger | 26 de dezembro de 2018} |
| 20           | 7            | "Katie's Beautiful Mind"   | Jody Margolin Hahn | Nancy Cohen       | 26 de dezembro de 2018  |
| 21           | 8            | "The Ghost of Cancer Past" | Victor Gonzalez    | Julia Miranda     | 26 de dezembro de 2018  |
| 22           | 9            | "New Year's ... Whoops"    | Kelly Park         | Erin Wagoner      | 26 de dezembro de 2018  |
| 23           | 10           | "Sweet Sixteen"            | Trevor Kirschner   | Ray Lancon        | 26 de dezembro de 2018  |